# Wei Ning
Wei Ning (chiń. upr. 魏宁; chiń. trad. 魏寧; pinyin Wèi Níng; ur. 5 sierpnia 1982 w Laizhou) – chińska strzelczyni sportowa, dwukrotna wicemistrzyni olimpijska, wielokrotna medalistka mistrzostw świata.
Specjalizuje się w strzelaniu w konkurencji skeet. Podczas igrzysk olimpijskich w 2004 roku w Atenach zdobyła srebrny medal, pokonując w dodatkowej rundzie Azerkę Zemfirę Meftəhəddinovą. Osiem lat później w Londynie powtórzyła ten sukces. Tym razem najlepsza okazała się Amerykanka Kim Rhode.

## Igrzyska olimpijskie
| Igrzyska | Miejscowość    | Konkurencja | Kwalifikacje | Kwalifikacje | Finał | Finał   |
| Igrzyska | Miejscowość    | Konkurencja | Wynik        | Pozycja      | Wynik | Pozycja |
| -------- | -------------- | ----------- | ------------ | ------------ | ----- | ------- |
| IO 2004  | Ateny          | Skeet       | 70           | 3. Q         | 93    | srebro  |
| IO 2008  | Pekin          | Skeet       | 70           | 5. Q         | 91    | 6.      |
| IO 2012  | Londyn         | Skeet       | 68           | 4. Q         | 91    | srebro  |
| IO 2016  | Rio de Janeiro | Skeet       | 68           | 9.           | NQ    | NQ      |